# Nationaaldemocratische Partij (Roemenië)
De Nationaaldemocratische Partij (Roemeens: Partidul Nationalist-Democrat), was een Roemeense politieke partij.
De PND werd in 1910 opgericht door Nicolae Iorga en Alexandru C. Cuza. De partij streefde naar een vereniging van Roemenië met Transsylvanië en het Banaat en andere gebieden waar etnische Roemenen woonden. De partij streefde naar de invoering van algemeen kiesrecht en een landhervorming. De partij streefde naar een boerenstaat en was gekant tegen verregaande urbanisatie. Daarnaast was de PND koningsgezind.
Tijdens de Eerste Wereldoorlog bepleitte de PND deelname van Roemenië aan de zijde der Entente mogendheden, hetgeen in 1916 ook gebeurde. Na de oorlog werd Groot-Roemenië gesticht en werd Nicolae Iorga de eerste voorzitter van de Nationale Vergadering van Groot-Roemenië. In 1920 scheidde een groep rond Alexandru C. Cuza zich van de PND af en vormde de Democratische Christelijke Unie (later Nationaal Christelijke Unie), die zich in extreemrechtse en antisemitische richting ontwikkelde. In 1925 fuseerde de PND met de Roemeense Nationale Partij (PNR) van Iuliu Maniu en Iorga werd erevoorzitter van de PNR. De fusie werd enige tijd later ongedaan gemaakt daar Iorga de koers van de PNR niet agrarisch genoeg vond.
Nicolae Iorga zette eind jaren 20 in voor de terugkeer van Prins Carol (zoon van koning Ferdinand I van Roemenië †1927). Na de terugkeer van Carol en diens troonaanvaarding (1930) werd hij een groot aanhanger van koning Carol II van Roemenië. Voor de parlementsverkiezingen van 1931 ging de PND een alliantie aan met de Nationaal-Liberale Partij van Ion Duca. In 1931 behaalde de PND haar grootste verkiezingsoverwinning toen de partij 207 van de 387 zetels in het Roemeense parlement won. Van 19 april 1931 tot 6 juni 1932 was Iorga premier en was daarna minister.
Bij de parlementsverkiezingen van 17 juli 1932 viel de partij terug naar 5 zetels. Een zo'n grote terugval van een partij kwam wel vaker voor in het vooroorlogse Roemenië. De partij verdween hierna van het politieke toneel.

## Verkiezingsresultaten (1919-1932)
| Jaar | zetels               |
| ---- | -------------------- |
| 1919 | 27                   |
| 1920 | 20                   |
| 1922 | 3                    |
| 1926 | onderdeel van de PNR |
| 1927 | onderdeel van de PNR |
| 1928 | onderdeel van de PNR |
| 1931 | 207                  |
| 1932 | 5                    |

## Verwijzing
1. ↑  De Nationaal-Liberale Partij, de Roemeense Nationale Partij, de Nationale Boerenpartij en de Volkspartij was dit ook overkomen